# Marian Seyda

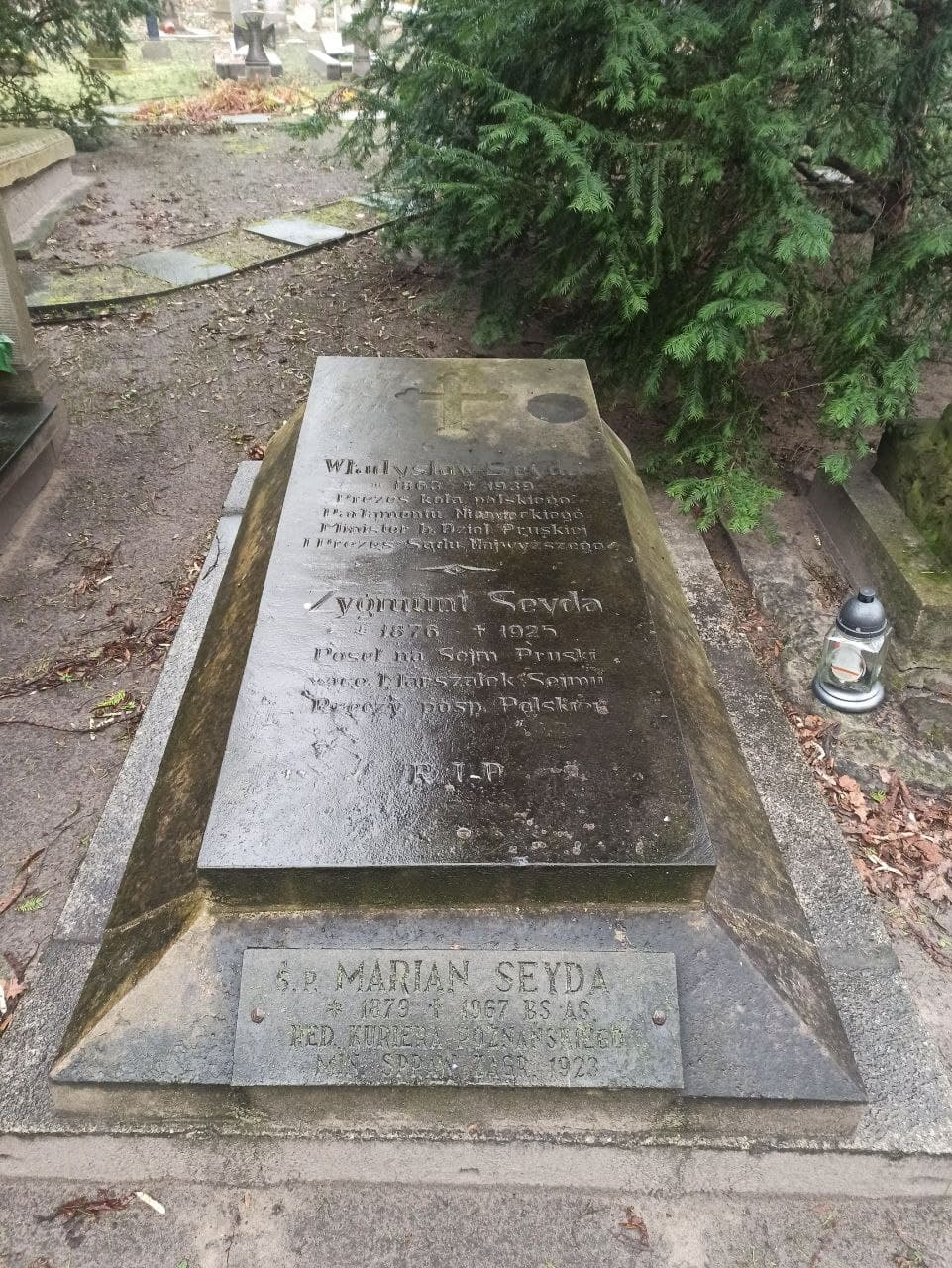
Grób Mariana Seydy na cmentarzu Zasłużonych Wielkopolan w Poznaniu

Marian Seyda (ur. 7 lipca 1879 w Poznaniu, zm. 17 maja 1967 w Buenos Aires) – polski polityk, historyk, dziennikarz i publicysta związany z ruchem narodowym, w II RP poseł na Sejm Ustawodawczy oraz I kadencji z ramienia Związku Ludowo-Narodowego, senator II i III kadencji, członek Komitetu Ministrów dla Spraw Kraju z ramienia Stronnictwa Narodowego od 8 listopada 1939 roku. 
Brat Zygmunta.

## Życiorys
Już w gimnazjum należał do tajnej organizacji samokształceniowej „Czerwona Róża”, później przystąpił do Związku Młodzieży Polskiej „Zet”, a od połowy 1900 roku należał do Ligi Narodowej. W kilka lat później wszedł w skład Rady powstałej w 1905 roku w Poznaniu „Straży” – stowarzyszenia stawiającego sobie za cel obronę polskich interesów w państwie pruskim. Od początków XX wieku zajmował stanowisko komisarza Ligi Narodowej na zabór pruski.
Pod koniec 1915 roku z ramienia wielkopolskiej Narodowej Demokracji wyjechał do Szwajcarii, gdzie został współzałożycielem Centralnej Agencji Polskiej w Lozannie. Kiedy 15 sierpnia 1917 w Lozannie pod przewodnictwem Romana Dmowskiego utworzono Komitet Narodowy Polski, wszedł w jego skład. W 1919 roku był ekspertem do spraw politycznych przy delegacji na konferencję pokojową w Paryżu, członkiem Komisji Zaboru Pruskiego i członkiem Stałej Narady.
Powróciwszy do kraju zaangażował się w pracę polityczną jako poseł do Sejmu Ustawodawczego, gdzie był zastępcą przewodniczącego Komisji Spraw Zagranicznych. Funkcję tę pełnił również później, gdy ponownie wszedł do Sejmu w 1922 roku. Kiedy w 1923 roku zawarto tzw. „pakt lanckoroński”, został ministrem spraw zagranicznych. Po zamachu majowym na stałe powrócił do pracy w prasie i od września 1926 roku objął stanowisko redaktora naczelnego „Kuriera Poznańskiego”. Senator II kadencji wybrany w 1928 roku z województwa poznańskiego z Listy Związku Ludowo-Narodowego. W 1930 roku przed wyborami do Sejmu i Senatu mianowany został przez władze centralne Stronnictwa Narodowego komisarzem wyborczym listy SN na województwo poznańskie. W 1936 roku, nie zgadzając się z polityką „młodych” w Stronnictwie Narodowym, wycofał się z czynnego udziału we władzach partii.
Po wybuchu II wojny światowej wszedł w skład rządu Władysława Sikorskiego początkowo jako członek Komitetu Ministrów dla Spraw Kraju, a od 1940 roku minister sprawiedliwości. W późniejszym okresie objął Ministerstwo Prac Kongresowych, w 1942 wykluczony ze Stronnictwa Narodowego przez Tadeusza Bieleckiego. Po ustąpieniu Stanisława Mikołajczyka w dniu 24 listopada 1944 roku, Seyda nie wszedł w skład rządu Tomasza Arciszewskiego. W tym okresie skoncentrował się ponownie na publicystyce, w której domagał się międzynarodowego uznania polskiej granicy zachodniej. Zajmował nieprzejednane stanowisko wobec opartych na kompromisie prób nawiązania stosunków z ZSRR. Po wojnie pozostał na emigracji.
Odznaczony m.in. austriacką Wielką Złotą Odznaką Honorową na Wstędze, rumuńską Wielką Wstęgą Orderu Gwiazdy i kombatanckimi Mieczami Hallerowskimi.
Był żonaty z Marią z Proszyńskich, malarką.
Pochowany na cmentarzu Zasłużonych Wielkopolan w Poznaniu (kwatera 7, miejsce 74).